# LYPD1
LYPD1‏ (LY6/PLAUR domain containing 1) هوَ بروتين يُشَفر بواسطة جين LYPD1 في الإنسان.